# Pachnoda bukobensis
Pachnoda bukobensis är en skalbaggsart som beskrevs av Moser 1914. Pachnoda bukobensis ingår i släktet Pachnoda och familjen Cetoniidae. Inga underarter finns listade i Catalogue of Life.